# Euastrum obesum
Euastrum obesum là một loài Song tinh tảo trong họ Desmidiaceae, thuộc chi Euastrum.